# Waveney (dystrykt)
Waveney – dawny dystrykt niemetropolitalny w hrabstwie Suffolk w Anglii, z siedzibą administracyjną w Lowestoft.
Dystrykt utworzony został 1 kwietnia 1974. Funkcjonował do 1 kwietnia 2019 roku, kiedy to w wyniku połączenia z sąsiednim Suffolk Coastal, utworzony został dystrykt East Suffolk.

## Miasta
- Beccles
- Bungay
- Halesworth
- Lowestoft
- Southwold

## Inne miejscowości
Ashby, Barnby, Barsham, Benacre, Blundeston, Blyford, Brampton, Corton, Covehithe, Ellough, Flixton (Lothingland Ward), Flixton (The Saints Ward), Frostenden, Gisleham, Gunton, Herringfleet, Holton, Homersfield, Ilketshall St Andrew, Kessingland, Kirkley, Lound, Mettingham, Mutford, Oulton Broad, Redisham, Reydon, Ringsfield, Ringsfield Corner, Rumburgh, Rushmere, Shadingfield, Shipmeadow, Somerleyton, Sotherton, Sotterley, Spexhall, Stoven, Uggeshall, Wangford, Westhall, Weston, Willingham St. Mary, Wissett, Worlingham, Wrentham.